# Emily Howland
Emily Howland (20 de novembre del 1827 - 29 de juny del 1929) fou una filantropa abolicionista i educadora estatunidenca. Molt coneguda pel seu activisme per l'educació dels afroamericans, també era una ferma defensora dels drets de les dones i del moviment per la Temprança. Howland finançà personalment l'educació de molts estudiants negres i col·laborà en institucions com l'Institut de Tuskegee.

## Primers anys i educació
Emily Howland nasqué a Sherwood, Comtat de Cayuga, Nova York, el 20 de novembre del 1827. Era filla de Slocum i Hannah Tallcot Howland, pertanyents a la Societat dels Amics. El seu germà, William Howland, participà en la 106a Legislatura de l'estat de Nova York. Estudià en petites escoles privades de la comunitat, i en l'Escola Margaret Robinson, una escola dels Amics a Filadèlfia (Pennsilvània).

## Carrera
Abolicionista activa, Howland feu classes en la Normal School for Colored Girls (ara Universitat del Districte de Columbia) a Washington, DC, del 1857 al 1859. Durant la Guerra de Secessió treballà en l'assentament de refugiats de contraban del Campament Todd d'Arlington (Virgínia), ensenyant als esclaus alliberats a llegir i escriure, curant de malalts durant un brot de verola i com a directora del campament durant 1864-1866.(4)
A partir del 1867, fundà una comunitat per a persones alliberades a Heathsville, comtat de Northumberland (Virgínia), anomenada Arcàdia, en 400 acres comprats pel seu pare, que tenia una escola per a l'educació dels fills dels esclaus alliberats, l'Escola Howland Chapel. En tornar a Sherwood (Nova York) després de la mort del seu pare el 1881, amb l'herència va dirigir l'Escola Sherwood Select fins al 1926, quan esdevingué escola pública i fou rebatejada com l'Escola Primària Emily Howland per l'estat de Nova York.(3)
Howland també fou activa en el moviment pel sufragi femení i la pau, i era membre de la Unió Cristiana de Dones per la Temprança. El 1858, organitzà conferències i reunions sobre els drets de les dones amb Susan B. Anthony i Elizabeth Cady Stanton. El 1878, va parlar en el 30é aniversari de la Convenció de drets de les dones de Seneca Falls, i el 1894 en la Legislatura de l'estat de Nova York. Quan el moviment pel sufragi es va dividir en dos grups, l'Associació Nacional pro Sufragi de les Dones i l'American Woman Suffrage Association, Howland no va prendre partit, sinó que assistí a les reunions de tots dos grups. El 1903, va prendre el te amb la reina Victòria en un viatge a Londres per a una reunió internacional sobre el sufragi. El 1904, parlà davant el Congrés i assistí a les desfilades del sufragi del 1912 i 1913 a Nova York. Se li atribueix el mèrit de persuadir a Ezra Cornell que, com a quàquer, hauria de fer de la Universitat Cornell una institució coeducativa.
El 1926 rebé un títol honorari de Doctora en Literatura de la Universitat Estatal de Nova York, a Albany, la primera dona a la qual aquesta institució conferia aquest honor. També és autora d'un esbós de la història primerenca dels quàquers al comtat de Cayuga: Historical Sketch of Friends in Cayuga County.
Howland fou una de les primeres dones directores d'un banc nacional als Estats Units, del First National Bank of Aurora, a Aurora (Nova York), el 1890, fins a la seua mort, a l'edat de 101 anys.

## Llegat
La seua obra es troba en algunes universitats: Universitat Cornell, College Haverford i College Swarthmore. El Museu Nacional d'Art i Cultura Afroamericana (Washington) i la Biblioteca del Congrés dels Estats Units guarden conjuntament un àlbum de fotos amb familiars, amics i col·legues, així com imatges de record de notables abolicionistes i personatges famosos durant les dècades del 1860 i 1870.